# Hugo Murero
Hugo Murero (Wiener Neustadt, 13 marzo 1906 – Jarrie, 30 gennaio 1968) è stato un allenatore di pallacanestro tedesco.
È stato l'allenatore della Germania dal 1936 al 1942, guidandola ai Giochi della XI Olimpiade.